# 영해초등학교
영해초등학교는 대한민국 경상북도 영덕군 영해면 성내리에 있는 초등학교다.

## 학교 연혁
- 1910년 9월 1일 영해공립보통학교 개교(설립인가 7월 24일)
- 1938년 4월 1일 성내공립심상소학교로 개명
- 1941년 4월 1일 성내공립국민학교로 개명
- 1946년 9월 16일 영해국민학교로 개명
- 1994년 3월 1일 원구국민학교 통폐합, 원구국민학교 대동분교 편입
- 1996년 3월 1일 영해초등학교로 교명 변경
- 1997년 3월 1일 대동분교장 본교로 병합
- 1999년 9월 1일 영해동부분교장, 축산분교장 편입
- 2006년 9월 26일 예맥관(다목적 강당) 준공
- 2009년 3월 1일 영해동부분교장 흡수 통합
- 2011년 3월 1일 축산분교장 흡수 통합
- 2020년 2월 11일 제107회 졸업식(계 15,690명)
- 2020년 3월 1일 12학급 편성(도움반 1학급)
- 2020년 9월 1일 제24대 신영란 교장 부임